# Умуарама (микрорегион)

Умуарама на карте.

Умуарама (порт. Microrregião de Umuarama) — микрорегион в Бразилии, входит в штат Парана. Составная часть мезорегиона Северо-запад штата Парана. 
Население составляет 	265 092	 человека (на 2010 год). Площадь — 	10 232,498	 км². Плотность населения — 	25,91	 чел./км².

## Демография
Согласно сведениям, собранным в ходе переписи 2010 г. Национальным институтом географии и статистики (IBGE), население микрорегиона составляет:						
| Полное население                             | Полное население                             | Полное население                             | Полное население                             | 265 092 |
| -------------------------------------------- | -------------------------------------------- | -------------------------------------------- | -------------------------------------------- | ------- |
| в том числе:                                 | Городское население                          | 212 601                                      | Процент городского населения, %              | 80,20   |
|                                              | Сельское население                           | 52 491                                       | Процент сельского населения, %               | 19,80   |
|                                              | Мужское население                            | 130 698                                      | Процент мужского населения, %                | 49,30   |
|                                              | Женское население                            | 134 394                                      | Процент женского населения, %                | 50,70   |
| Плотность населения, чел/км²                 | Плотность населения, чел/км²                 | Плотность населения, чел/км²                 | Плотность населения, чел/км²                 | 25,91   |
| Население микрорегиона в % к населению штата | Население микрорегиона в % к населению штата | Население микрорегиона в % к населению штата | Население микрорегиона в % к населению штата | 2,54    |

## Статистика
- Валовой внутренний продукт на 2003 год составляет 1 602 493 697,00 реалов (данные: Бразильский институт географии и статистики).
- Валовой внутренний продукт на душу населения на 2003 год составляет 6474,24 реалов (данные: Бразильский институт географии и статистики).
- Индекс развития человеческого потенциала на 2000 год составляет 0,762 (данные: Программа развития ООН).

## Состав микрорегиона
В составе микрорегиона включены следующие муниципалитеты:
1. Алту-Параизу
2. Алту-Пикири
3. Алтония
4. Бразиландия-ду-Сул
5. Кафезал-ду-Сул
6. Крузейру-ду-Уэсти
7. Дорадина
8. Эсперанса-Нова
9. Франсиску-Алвис
10. Икараима
11. Ипоран
12. Ивате
13. Мария-Элена
14. Марилус
15. Нова-Олимпия
16. Перобал
17. Перола
18. Сан-Жоржи-ду-Патросиниу
19. Тапира
20. Умуарама
21. Шамбре